# Wasserschloss Dobitschen

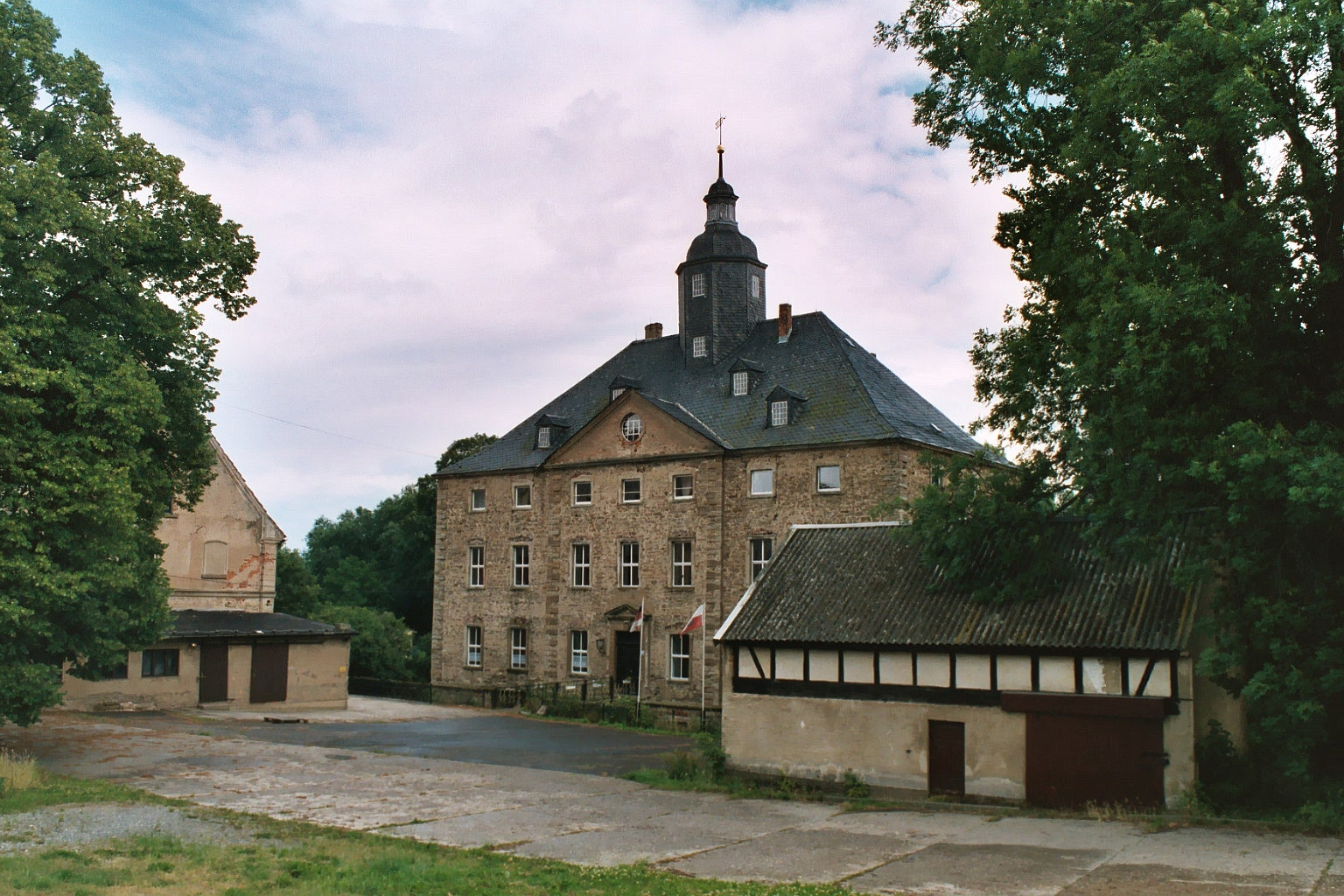
Das Wasserschloss im Juli 2004

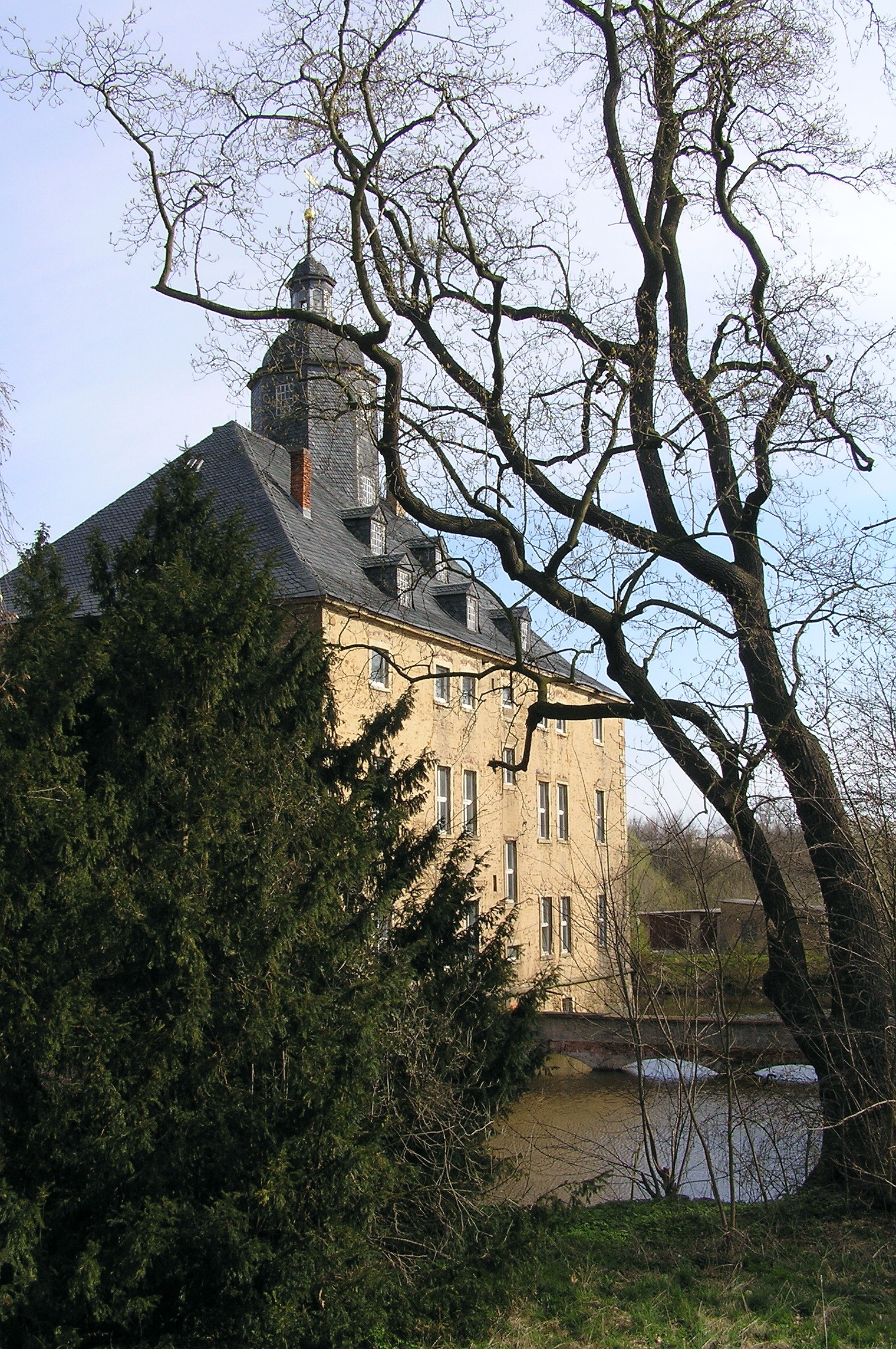
Wasserschloss Dobitschen (Südseite)

Das Wasserschloss Dobitschen, auch Bachoffsches Schloss genannt, ist ein Wasserschloss und früheres Rittergut in Dobitschen im Altenburger Land in Thüringen.

## Geschichte
Das Rittergut wurde erstmals 1204 erwähnt, als Heinrich von Dobitschen die Kirche des Ortes errichten ließ. Nach dem Aussterben des Geschlechtes derer von Dobitschen am Ende des 16. Jahrhunderts wechselte das Anwesen mehrfach den Besitzer. Von 1692 bis 1945 war es im Besitz der Familie Bachoff von Echt. 1692 hatte es der Sächsisch-Gothaische Geheimrat Johann Friedrich I. Freiherr Bachoff von Echt (1643–1726) von den Schaurothschen Erben erworben. 1714 wurde Dobitschen mit anderen Besitzungen der Familie Bachoff von Echt unter Johann Friedrich Bachoff von Echt zu einem Familienfideikommiss vereinigt. Der barocke Um- bzw. Neubau des Schlosses erfolgte 1696.
Die Gutsanlage ist in ihrer Form noch komplett erhalten, und man erkennt den Übergang vom barocken Wasserschloss zur späteren Nutzung. Das Wasserschloss befindet sich seit dem Jahr 2000 in Privatbesitz. Bis zum Verkauf wurde das Anwesen unter anderem von einer Agrargenossenschaft und der Musikschule Schmölln genutzt. Bei einem Brand am 7. April 2004 wurde das Kulturdenkmal beschädigt.
Am 18. Oktober 2023 ist das Wasserschloss mit Nebengebäuden und Umschwung an den International Burnout Fund und an die Commerz Vision AG, beide vertreten durch den Schweizer Bau- und Kulturunternehmer Erwin Feurer, verkauft worden. Am 1. November 2023 wurde das Schloss durch die neue Eigentümerschaft in Besitz genommen und gleichentags begannen Studenten der Universität Weimar unter der Leitung von Prof. Eckardt im Rahmen eines Reallabors mit Projekt- und Konzeptarbeiten über Chancen und Möglichkeiten dieser Gegend insgesamt und zu Dobitschen und dem Wasserschloss im Besonderen. Am 4. November 2023 konnten die Bewohner von Dobitschen und Umgebung anlässlich eines Subbotniks seit rund 20 Jahren ein erstes Mal wieder in „ihr“ Schloss und am Abend fand bereits unter großer Anteilnahme der Bevölkerung ein erstes traumhaft schönes Konzert statt. Die neue Eigentümerschaft beabsichtigt, das Kulturgut vor dem weiteren Zerfall zu bewahren, denkmalpflegegerecht zu restaurieren, in Zusammenarbeit mit der Umgebung und interessierten Kreisen einer sozial wünschbaren und wirtschaftlich tragbaren Nutzung zuzuführen sowie Wohn-, Lebens- und Arbeitsräume zu schaffen.